# 西岬村
西岬村（にしざきむら）とは、千葉県安房郡にかつて存在した村である。現在の館山市の西部に位置している。館山市立西岬小学校などにその名をとどめる。

## 沿革
- 1889年（明治22年）4月1日 - 町村制の施行により香村、塩見村、浜田村、見物村、早物村、加賀名村、波左間村、坂田村、洲崎村、川名村、伊戸村、坂足村、坂井村、小沼村が合併して発足。
- 1954年（昭和29年）5月3日 - 富崎村、豊房村、神戸村、九重村、館野村とともに館山市に編入。同日西岬村廃止。

## 名所

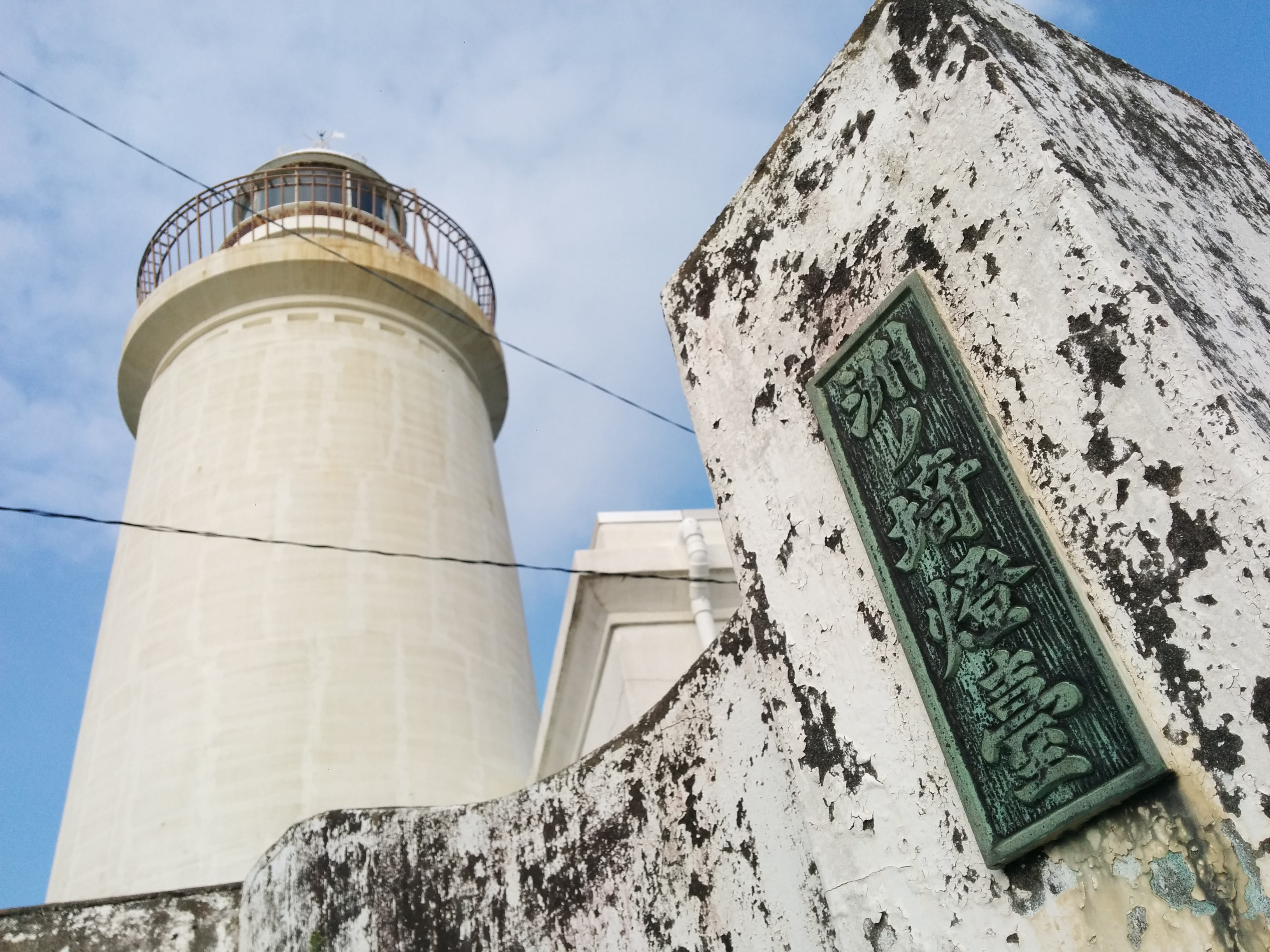
洲埼灯台（2017年撮影）

- 洲埼灯台